# Grosbous
Grosbous é uma comuna do Luxemburgo, pertence ao distrito de Diekirch e ao cantão de Redange.

## Demografia
Dados do censo de 15 de fevereiro de 2001:
- população total: 727
  - homens: 353
  - mulheres: 374
- densidade: 36,15 hab./km²
- distribuição por nacionalidade:

| Nacionalidade  | População | %      |
| -------------- | --------- | ------ |
| luxemburgueses | 578       | 79,50% |
| estrangeiros   | 149       | 20,50% |
| - portugueses  | 19        | 2,61%  |
| - franceses    | 25        | 3,44%  |
| - italianos    | 28        | 3,85%  |
| - belgas       | 29        | 3,99%  |
| - alemães      | 16        | 2,20%  |
| - iuguslavos   |           | 0,00%  |
| - outros       | 32        | 4,40%  |

- Crescimento populacional:

| Ano        | População |
| ---------- | --------- |
| 15/02/2001 | 727       |
| 01/01/2002 | 735       |
| 01/01/2003 | 725       |
| 01/01/2004 | 719       |
| 01/01/2005 | 772       |